# Мост Константина
Мост Константина (болг. Константинов мост; рум. Podul lui Constantin cel Mare) - римский мост через Дунай, использовавшийся для военных действий в Дакии. Он был завершен в 328 году нашей эры и использовался до последней четверти IV века.
Мост был официально открыт 5 июля 328 года н.э. в присутствии императора Константина Великого. Длина моста составляла 2434 метра, из которых 1137 метров приходилось на русло Дуная. 
Мост Константина считается самым длинным речным мостом античности.
Мост стоял на каменных опорах с деревянной верхней частью. Он был построен между Суцидавой (современная Корабия, округ Олт, Румыния) и Эскусом (современный Гиген, Плевенская область, Болгария).

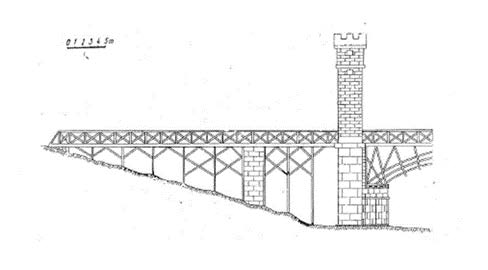
Реконструкция крайнего пролета моста

## Конструкция
Длина моста составляла 2434 метра (7 986 футов) с деревянным настилом шириной 5,7 метра (19 футов) на высоте 10 метров (33 фута) над водой. На каждом конце моста было по две опоры, служившие воротами для моста.